# Lucas Nijsingh Kymmell
Lucas Nijsingh Kymmel (Westerbork, 16 mei 1859 - Meppel, 16 februari 1933) was een Nederlandse burgemeester en kantonrechter.

## Leven en werk
Mr. Nijsingh Kymmell was een zoon van de notaris en voormalige burgemeester van Westerbork Jan Tymen Kymmell en Hillegonda Johanna Alingh. Hij was van moederskant een kleinzoon van de schulte van Gasselte, Jan Alingh. Zijn grootmoeder van vaderskant behoorde tot het Drentse geslacht Nijsingh. Zijn oudoom van moederskant, Hendrik Nijsingh, was van 1812 tot 1840, maire, schulte en burgemeester van Westerbork geweest. Bij Koninklijk Besluit d.d. 23 augustus 1861 werd goedgekeurd dat de naam Nijsingh aan zijn achternaam Kymmell werd toegevoegd. Zijn grootmoeder Lucia Aleida Nijsingh, dochter van de schulte van Westerbork Jan Tijmen Nijsingh, was het jaar daarvoor op 76-jarige leeftijd overleden.
Nijsingh Kymmell werd in 1898, na het afronden van zijn studie rechten, benoemd tot burgemeester van Westerbork. Na zijn burgemeesterschap werd hij griffier en vervolgens in 1914 kantonrechter bij het kantongerecht te Meppel. Hij vervulde deze functie tot 1 januari 1933. In februari van dat jaar overleed hij op 73-jarige leeftijd.